# William C. Gorgas
William Crawford Gorgas, nascut a Toulminville (Alabama) el 3 i mort a Londres el 3, va ser un metge nord-americà, general de divisió i 22è cirurgià en cap de l'exèrcit dels Estats Units entre 1914 i 1918. És conegut sobretot pel seu treball per disminuir la transmissió de la febre groga i la malària mitjançant el control de les poblacions de mosquits vectors, en un moment en què aquestes mesures es trobaven amb un escepticisme i una oposició considerables.

## Biografia
Gorgas va ser el més gran de sis fills nascuts de Josiah Gorgas i Amelia Gayle Gorgas. Després d'estudiar a la Universitat del Sud de Tennessee i al Bellevue Hospital Medical College de Nova York, Gorgas va ser encarregat al Cos Mèdic de l'Exèrcit dels Estats Units el 8 agost . Va ser assignat a tres llocs diferents, a Texas (Fort Clark, Fort Duncan i Fort Brown). Mentre que a Fort Brown (1882-1884) sobreviïa a la febre groga, va conèixer Marie Cook Doughty, amb qui es va casar el 1885. El 1889, en acabar la guerra hispanoamericana, va ser nomenat director sanitari a l'Havana, on va lluitar contra la febre groga i la malària.

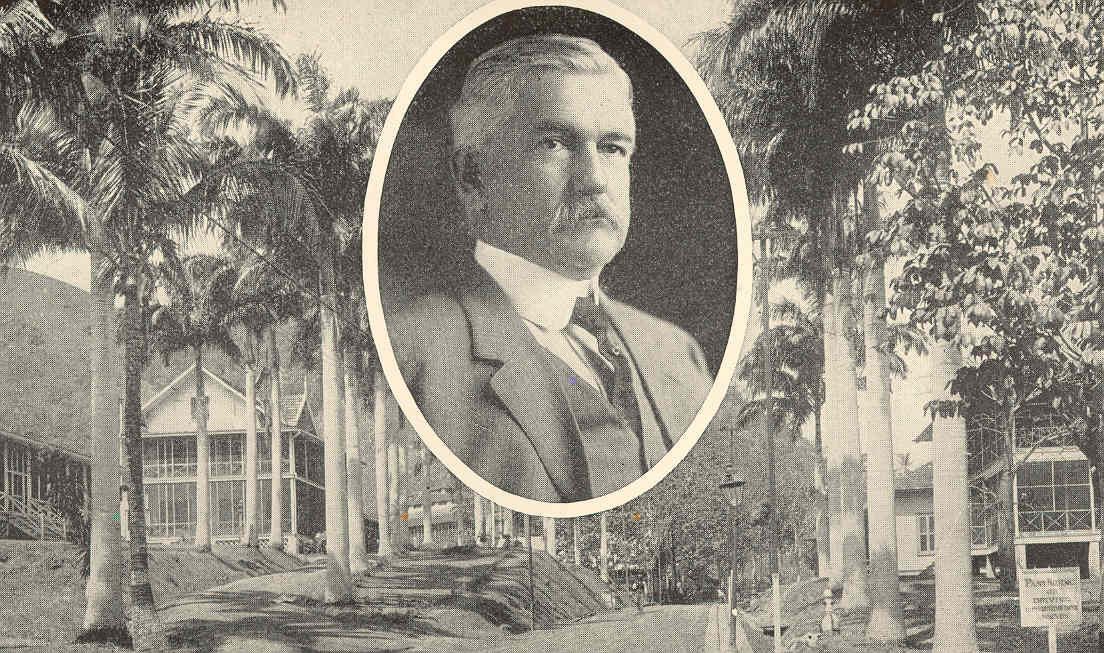
William Crawford Gorgas

Gorgas va ser nomenat cirurgià sènior de l'exèrcit dels Estats Units el 1914. En aquest càrrec va poder beneficiar-se de l'important treball realitzat per un altre metge de l'exèrcit, el major Walter Reed, que ell mateix s'havia beneficiat de la perspicacia d'un metge cubà, Carlos Finlay, que va descobrir la transmissió de la febre groga per mosquits. Així Gorgas va assolir la fama internacional lluitant contra aquest flagell dels climes tropicals i subtropicals, primer a Florida, després a l'Havana a Cuba i finalment al Canal de Panamà. Com a cap del servei sanitari del projecte del canal, va poder implementar programes sanitaris a gran escala, com ara el buidatge d'estanys i aiguamolls, la fumigació, l'ús de mosquiteres i la instal·lació d'un sistema d'abastament públic d'aigua. Aquestes mesures efectives de prevenció contra les malalties provocades per la febre van permetre als milers de treballadors finalitzar amb èxit la construcció del Canal de Panamà.
El rei Jordi V del Regne Unit va conferir a Gorgas el títol de Cavaller Comandant de l'Ordre de Sant Miquel i Sant Jordi, a l'Hospital Militar Queen Alexandra de Portsmouth, poc abans de la seva mort el 3 juliol de 1920 . El seu funeral va tenir lloc a la catedral de St Paul, Londres.